# Emmanuel Foulon
Emmanuel Foulon (* 29. Dezember 1871 in Frameries; † 22. Juli 1945 ebendort) war ein belgischer Bogenschütze.

## Biografie
Bei den Olympischen Sommerspielen 1900 in der französischen Hauptstadt Paris gewann Foulon am 16. August in der Disziplin Sur la perche à la herse (Mastschießen) den Wettbewerb vor seinem Landsmann Émile Druart und dem Franzosen Auguste Serrurier. Da Goldmedaillen erst vier Jahre später eingeführt wurden, erhielt der Belgier für seinen Sieg die Silbermedaille. Das Ziel war ein auf der Spitze eines zehn Meter hohen Mastes befestigter Hahn sowie jeweils zwei Hühner auf zwei Querstangen darunter und acht Küken auf einer weiteren Querstange darunter.